# STS-92
是历史上第一百次航天飞机任务，也是發現號太空梭的第二十八次太空飞行。

## 任务成员
- 布莱恩·达菲（Brian Duffy，曾执行、以及任务），指令长
- 帕梅拉·梅尔罗伊（Pamela Melroy，曾执行以及任务），飞行员
- 若田光一（日本宇航员，曾执行以及任务），任务专家
- 焦立中（Leroy Chiao，曾执行、以及任务），任务专家
- 彼得·维索夫（Peter J. Wisoff，曾执行、以及任务），任务专家
- 迈克尔·洛佩兹-阿雷格里亚（Michael E. Lopez-Alegria，曾执行、以及任务），任务专家
- 威廉·麦克阿瑟（William S. McArthur，曾执行、以及任务），任务专家